# Zhonghuamen (Pekin)

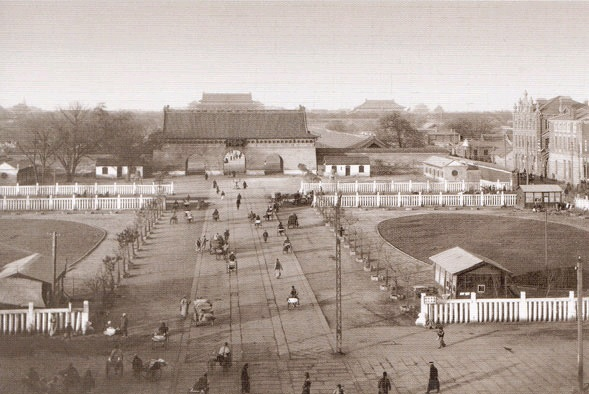
Widok na dawny plac Niebiańskiego Spokoju z bramą Zhonghuamen

Zhonghuamen (chiń. upr. 中华门; chiń. trad. 中華門; pinyin Zhōnghuámén) – dawna, nieistniejąca już brama miejska Pekinu.
Zbudowana na początku XV wieku, za panowania cesarza Yongle, znajdowała się na centralnej arterii miejskiej, między bramami Tian’anmen i Zhengyangmen. Brama usytuowana była mniej więcej pośrodku dzisiejszego placu Niebiańskiego Spokoju – wówczas był on o wiele mniejszy, a Zhonghuamen była jego południowym wejściem.
Pierwotnie nosiła nazwę Damingmen (大明门, Brama Wielkich Mingów), po podboju Chin przez Mandżurów w 1644 roku zmienioną na Daqingmen (大清門, Brama Wielkich Qingów). Po obaleniu monarchii i proklamowaniu republiki w 1912 roku otrzymała nazwę Zhonghuamen (Brama Chińska).
Po rozpoczęciu w 1952 roku przebudowy placu Tian’anmen eksperci radzieccy przekonali Chińczyków do rzekomej konieczności wyburzenia bramy. W 1954 roku brama została rozebrana.
W 1976 roku na miejscu dawnej bramy wzniesione zostało mauzoleum Mao Zedonga.